# John Hennigan (giocatore di poker)
John Hennigan (Filadelfia, 10 agosto 1970) è un giocatore di poker statunitense, vincitore di quattro braccialetti delle WSOP e di un titolo del WPT.
Daniel Negreanu e Gavin Smith hanno dichiarato, durante delle interviste, che essi considerano Hennigan il miglior giocatore che hanno affrontato.
Hennigan è soprannominato Johnny World in quanto è disposto a scommettere in "tutte le cose al mondo". Prima di diventare un giocatore professionista di poker era un giocatore professionista di biliardo.

## World Series of Poker
Henningan si è classificato 19º al Main Event delle WSOP del 1999.
Nell'aprile 2002 si è qualificato al tavolo finale del torneo $1,500 seven-card stud, vincendo poi il suo primo braccialetto appena quattro giorni dopo nel torneo $2,000 H.O.R.S.E., guadagnando il primo premio pari a $117,320, dopo essersi scontrato al tavolo finale con giocatori del calibro Mến Nguyễn e Phil Ivey.
Nel 2004 vinse il suo secondo braccialetto nel torneo $5,000 Limit Hold'em, scontrandosi al tavolo finale con James McManus, David Chiu e T. J. Cloutier.
Alle WSOP del 2005 si qualificò ad un altro tavolo finale, finendo in seconda posizione, nel torneo $5,000 2 to 7 draw lowball, battuto all'heads-up da David Grey.
Alle WSOP del 2014 vinse il torneo $50k Players Championship per una prima moneta di oltre $1.5 milioni, oltre che il suo terzo braccialetto.

### Braccialetti delle WSOP
| Anno | Torneo                                               | Premio (US$) |
| ---- | ---------------------------------------------------- | ------------ |
| 2002 | $2,000 H.O.R.S.E.                                    | $117,320     |
| 2004 | $5,000 Limit Hold'em                                 | $325,360     |
| 2014 | $50,000 The Poker Players Championship               | $1,517,767   |
| 2016 | $10,000 2-7 Triple Draw Lowball (Limit) Championship | $320,103     |

## World Poker Tour
Si è qualificato a due tavoli finali del WPT finendo quarto nel Five Diamond World Poker Classic nel 2002, vinto da Gus Hansen, vincendo poi il Borgata Winter Open nel 2007, guadagnando poco più di $1,6 milioni.

## Altri eventi di poker
Nel 2002 ha vinto il torneo $7,500 No Limit dell'United States Poker Championship, sconfiggendo Erik Seidel nell'heads-up finale, guadagnando un premio di $216,000.
Al 2014, il totale delle sue vincite nei tornei live supera la cifra di $6,250,000, di cui $3,721,228 grazie ai suoi 26 piazzamenti a premio alle WSOP.